# Філіпп (діадох)

Карта поділу імперії Ахеменідів на сатрапії

Філіпп (дав.-гр. Φιλιππoς ; страчений в 318 до н. е.) — македонський воєначальник, сатрап Согдіани, а потім Парфії

## Біографія
Очевидно, Філіпп брав участь у поході Александра Македонського в Персію. Однак у македонській армії було ще кілька воєначальників із таким ім'ям.
Філіпп отримав від Александра Македонського у 327 році до н. е. в управління Согдіану. Після смерті царя у 323 році до н. е. Філіпп, як і більшість сатрапів, зберіг свою владу. Однак після нового поділу провінцій у Тріпарадісі у 321 році до н. е. Согдіана була передана Стасанору, а Філіпу була віддана Парфія.
318 року до н. е. Імператор Мідії Піфон, прагнучи встановити контроль над усіма верхніми сатрапіями, захопив Парфію і віддав її своєму братові Евдаму. Філіпп був страчений.
Побоюючись подальшого посилення Піфона, правителі сусідніх сатрапій об'єдналися і розгромили війська Піфона, вигнавши їх із Парфії.